# الجازعة (بكيل المير)

تعديل مصدري - تعديل

الجازعة هي إحدى قرى عزلة عزمان بمديرية بكيل المير التابعة لمحافظة حجة، بلغ تعداد سكانها 350 نسمة حسب تعداد اليمن لعام 2004.